# Lengede
Lengede là một thị xã ở huyện Peine, bang Niedersachsen, Đức, cự ly khoảng 40 km về phía đông nam Hannover. Thị xã này nổi tiếng năm 1963 bởi vụ tai hoạ mỏ.
Lengede có các khu vực sau:
- Barbecke
- Broistedt
- Klein Lafferde
- Lengede
- Woltwiesche